# 8627 Kunalnayyar
8627 Kunalnayyar este un asteroid din centura principală de asteroizi.

## Descriere
8627 Kunalnayyar este un asteroid din centura principală de asteroizi. A fost descoperit pe 2 martie 1981 la Siding Spring de Schelte J. Bus. Asteroidul prezintă o orbită caracterizată de o semiaxă mare de 2,60 ua, o excentricitate de 0,10 și o înclinație de 1,0° în raport cu ecliptica.